# Deesbach
Deesbach é um município da Alemanha localizado no distrito de Saalfeld-Rudolstadt, estado de Turíngia.
Pertence ao Verwaltungsgemeinschaft de Bergbahnregion/Schwarzatal.